# ATP Тур 1997
ATP Тур 1997 (англ. 1997 Association of Tennis Professionals (ATP) World Tour) — элитный мировой тур теннисистов-профессионалов, проводимый Ассоциацией Теннисистов Профессионалов (ATP) с января по декабрь. В 1997 году он включал:
- 4 турнира Большого шлема (проводится Международной федерацией тенниса (англ. International Tennis Federation, ITF));
- 9 турниров в серии ATP Super 9;
- 12 турниров в серии ATP Championship Series;
- 53 турнира в серии ATP World Series;
- Командный Кубок Мира;
- Кубок Дэвиса (проводится ITF);
- Кубок Мастерс;
- Кубок Большого шлема.

## Расписание ATP Тура 1997 года
Ниже представлено полное расписание соревнований по ходу года, включай всех победителей и финалистов турниров — в одиночном, парном и смешанных разрядах.
| Турнир Большого шлема   |
| Кубок Мастерс           |
| ATP Super 9             |
| ATP Championship Series |
| ATP World Series        |
| Командные соревнования  |

### Январь
| Дата начала | Турнир | Чемпионы (Счёт финала)                        | Финалисты                                   |
| ----------- | --- | --------------------------------------------- | ------------------------------------------- |
| 30 декабря  | Международный теннисный турнир в Аделаиде Аделаида, Австралия ATP World Series $303,000— Хард Турнир 1997                                      | Тодд Вудбридж 6-2, 6-1                        | Скотт Дрейпер                               |
| 30 декабря  | Международный теннисный турнир в Аделаиде Аделаида, Австралия ATP World Series $303,000— Хард Турнир 1997                                      | Патрик Рафтер Брайан Шелтон 6-4, 1-6, 6-3     | Тодд Вудбридж Марк Вудфорд                  |
| 30 декабря  | Открытый чемпионат Катара Доха, Катар ATP World Series $600,000 — Хард Турнир 1997                                                             | Джим Курье 7-5, 6-7(5), 6-2                   | Тим Хенмен                                  |
| 30 декабря  | Открытый чемпионат Катара Доха, Катар ATP World Series $600,000 — Хард Турнир 1997                                                             | Паул Хархёйс Якко Элтинг 6-3, 6-2             | Магнус Норман Патрик Фредрикссон            |
| 6 января    | Открытый чемпионат Окленда Окленд, Новая Зеландия ATP World Series $303,000 — Хард Турнир 1997                                                 | Йонас Бьоркман 7-6(0), 6-0                    | Кеннет Карлсен                              |
| 6 января    | Открытый чемпионат Окленда Окленд, Новая Зеландия ATP World Series $303,000 — Хард Турнир 1997                                                 | Патрик Гэлбрайт Эллис Феррейра 6-4, 4-6, 7-6  | Рик Лич Джонатан Старк                      |
| 6 января    | Международный теннисный турнир в Сиднее Сидней, Австралия ATP World Series $303,000 — Хард Турнир 1997                                         | Тим Хенмен 6-3, 6-1                           | Карлос Мойя                                 |
| 6 января    | Международный теннисный турнир в Сиднее Сидней, Австралия ATP World Series $303,000 — Хард Турнир 1997                                         | Луис Лобо Хавьер Санчес 6-4, 6-7, 6-3         | Ян Симеринк Паул Хархёйс                    |
| 13 января   | Открытый чемпионат Австралии Мельбурн, Австралия Турнир Большого шлема $3,538,866 — Хард Одиночный турнир — Парный турнир Турнир смешанных пар | Пит Сампрас 6-2, 6-3, 6-3                     | Карлос Мойя                                 |
| 13 января   | Открытый чемпионат Австралии Мельбурн, Австралия Турнир Большого шлема $3,538,866 — Хард Одиночный турнир — Парный турнир Турнир смешанных пар | Тодд Вудбридж Марк Вудфорд 4-6, 7-5, 7-5, 6-3 | Себастьян Ларо Алекс О'Брайен               |
| 13 января   | Открытый чемпионат Австралии Мельбурн, Австралия Турнир Большого шлема $3,538,866 — Хард Одиночный турнир — Парный турнир Турнир смешанных пар | Рик Лич Манон Боллеграф 6-3, 6-7(5), 7-5      | Джон-Лаффни де Ягер Лариса Савченко-Нейланд |
| 27 января   | Croatian Indoors Загреб, Хорватия ATP World Series $375,000 — Ковёр (зал) Турнир 1997                                                          | Горан Иванишевич 7-6(4), 4-6, 7-6(6)          | Грег Руседски                               |
| 27 января   | Croatian Indoors Загреб, Хорватия ATP World Series $375,000 — Ковёр (зал) Турнир 1997                                                          | Горан Иванишевич Саша Хиршзон 6-4, 6-3        | Марк Кейл Брент Хайгарт                     |
| 27 января   | Открытый чемпионат Шанхая Шанхай, Китай ATP World Series $305,000 — Хард (зал) Турнир 1997                                                     | Ян Крошлак 6-2, 7-6(2)                        | Александр Волков                            |
| 27 января   | Открытый чемпионат Шанхая Шанхай, Китай ATP World Series $305,000 — Хард (зал) Турнир 1997                                                     | Максим Мирный Кевин Ульетт 7-6, 6-7, 7-5      | Стефано Пескосолидо Томас Нюдаль            |

### Февраль
| Дата начала | Турнир | Чемпионы (Счёт финала)                                                                              | Финалисты                                                                    |
| ----------- | --- | --------------------------------------------------------------------------------------------------- | ---------------------------------------------------------------------------- |
| 3 февраля   | Кубок Дэвиса. 1997. 1-й раунд Рибейран-Прету, Бразилия — Грунт Бухарест, Румыния — Хард (зал) Сидней, Австралия — Трава Пршибрам, Чехия — Грунт (зал) Рим, Италия — Грунт Мальорка, Испания — Грунт Дурбан, ЮАР — Хард Лулео, Швеция — Хард (зал) | Победители США 4-1 Нидерланды 3-2 Австралия 4-1 Чехия 3-2 Италия 4-1 Испания 4-1 ЮАР 3-1 Швеция 4-1 | Проигравшие Бразилия Румыния Франция Индия Мексика Германия Россия Швейцария |
| 10 февраля  | Теннисный чемпионат Дубая Дубай, ОАЭ ATP World Series $1,014,250 — Хард Турнир 1997 | Томас Мустер 7-5, 7-6(3)                                                                            | Горан Иванишевич                                                             |
| 10 февраля  | Теннисный чемпионат Дубая Дубай, ОАЭ ATP World Series $1,014,250 — Хард Турнир 1997 | Сандер Грун Горан Иванишевич 7-6, 6-3                                                               | Сэндон Столл Цирил Сук                                                       |
| 10 февраля  | Open 13 Марсель, Франция ATP World Series $514,250 — Хард (зал) Турнир 1997 | Томас Энквист 6-4, 1-0 — отказ                                                                      | Марсело Риос                                                                 |
| 10 февраля  | Open 13 Марсель, Франция ATP World Series $514,250 — Хард (зал) Турнир 1997 | Магнус Ларссон Томас Энквист 6-3, 6-4                                                               | Оливье Делатр Фабрис Санторо                                                 |
| 10 февраля  | Sybase Open Сан-Хосе, США ATP World Series $303,000 — Хард (зал) Турнир 1997 | Пит Сампрас 3-6, 5-0 — отказ                                                                        | Грег Руседски                                                                |
| 10 февраля  | Sybase Open Сан-Хосе, США ATP World Series $303,000 — Хард (зал) Турнир 1997 | Брайан Макфи Гэри Мюллер 4-6, 7-6, 7-5                                                              | Даниэль Нестор Марк Ноулз                                                    |
| 17 февраля  | Чемпионат Европейского сообщества Антверпен, Бельгия ATP Championship Series $875,000 — Хард (зал) Турнир 1997 | Марк Россе 6-2, 7-5, 6-4                                                                            | Тим Хенмен                                                                   |
| 17 февраля  | Чемпионат Европейского сообщества Антверпен, Бельгия ATP Championship Series $875,000 — Хард (зал) Турнир 1997 | Дэвид Адамс Оливье Делатр 3-6, 6-2, 6-1                                                             | Сэндон Столл Цирил Сук                                                       |
| 17 февраля  | Kroger St. Jude International Мемфис, США ATP Championship Series $700,000 — Хард (зал) Турнир 1997 | Майкл Чанг 6-3, 6-4                                                                                 | Тодд Вудбридж                                                                |
| 17 февраля  | Kroger St. Jude International Мемфис, США ATP Championship Series $700,000 — Хард (зал) Турнир 1997 | Патрик Гэлбрайт Эллис Феррейра 6-2, 6-3                                                             | Рик Лич Джонатан Старк                                                       |
| 24 февраля  | Milan Indoor Милан, Италия ATP Championship Series $689,250 — Ковёр (зал) Турнир 1997 | Горан Иванишевич 6-2, 6-2                                                                           | Серхи Бругера                                                                |
| 24 февраля  | Milan Indoor Милан, Италия ATP Championship Series $689,250 — Ковёр (зал) Турнир 1997 | Пабло Альбано Петер Нюборг 6-4, 7-6                                                                 | Дэвид Адамс Андрей Ольховский                                                |
| 24 февраля  | Advanta Championships Филадельфия, США ATP Championship Series $589,250 — Хард (зал) Турнир 1997 | Пит Сампрас 5-7, 7-6(4), 6-3                                                                        | Патрик Рафтер                                                                |
| 24 февраля  | Advanta Championships Филадельфия, США ATP Championship Series $589,250 — Хард (зал) Турнир 1997 | Себастьен Ларо Алекс О'Брайен 6-3, 6-3                                                              | Патрик Гэлбрайт Эллис Феррейра                                               |

### Март
| Дата начала | Турнир | Чемпионы (Счёт финала)                                 | Финалисты                                |
| ----------- | --- | ------------------------------------------------------ | ---------------------------------------- |
| 3 марта     | ABN AMRO World Tennis Tournament Роттердам, Нидерланды ATP World Series $725,000 — Ковёр (зал) Турнир 1997                                 | Рихард Крайчек 7-6(4), 7-6(5)                          | Даниэль Вацек                            |
| 3 марта     | ABN AMRO World Tennis Tournament Роттердам, Нидерланды ATP World Series $725,000 — Ковёр (зал) Турнир 1997                                 | Паул Хархёйс Якко Элтинг 7-6, 6-4                      | Либор Пимек Байрон Талбот                |
| 3 марта     | Franklin Templeton Classic Скоттсдейл, США ATP World Series $303,000 — Хард Турнир 1997                                                    | Марк Филиппуссис 6-4, 7-6(4)                           | Ричи Ренеберг                            |
| 3 марта     | Franklin Templeton Classic Скоттсдейл, США ATP World Series $303,000 — Хард Турнир 1997                                                    | Луис Лобо Хавьер Санчес 6-3, 6-3                       | Йонас Бьоркман Рик Лич                   |
| 10 марта    | Newsweek Champions Cup Индиан-Уэллс, США ATP Super 9 $2,050,000 — Хард Одиночный турнир — Парный турнир                                    | Майкл Чанг 4-6, 6-3, 6-4, 6-3                          | Богдан Улиграх                           |
| 10 марта    | Newsweek Champions Cup Индиан-Уэллс, США ATP Super 9 $2,050,000 — Хард Одиночный турнир — Парный турнир                                    | Даниэль Нестор Марк Ноулз 7-5, 6-4                     | Патрик Рафтер Марк Филиппуссис           |
| 10 марта    | Открытый чемпионат Копенгагена Копенгаген, Дания ATP World Series $203,000 — Ковёр (зал) Турнир 1997                                       | Томас Юханссон 6-4, 3-6, 6-2                           | Мартин Дамм                              |
| 10 марта    | Открытый чемпионат Копенгагена Копенгаген, Дания ATP World Series $203,000 — Ковёр (зал) Турнир 1997                                       | Бретт Стивен Андрей Ольховский 6-4, 6-2                | Кеннет Карлсен Фредерик Феттерлейн       |
| 17 марта    | Lipton Championships Майами, США ATP Super 9 $2,450,000 — Хард Одиночный турнир — Парный турнир                                            | Томас Мустер 7-6(6), 6-3, 6-1                          | Серхи Бругера                            |
| 17 марта    | Lipton Championships Майами, США ATP Super 9 $2,450,000 — Хард Одиночный турнир — Парный турнир                                            | Тодд Вудбридж Марк Вудфорд 7-6, 7-6                    | Даниэль Нестор Марк Ноулз                |
| 17 марта    | Открытый чемпионат Санкт-Петербурга Санкт-Петербург, Россия ATP World Series $300,000 — Ковёр (зал) Турнир 1997                            | Томас Юханссон 6-3, 6-4                                | Ренцо Фурлан                             |
| 17 марта    | Открытый чемпионат Санкт-Петербурга Санкт-Петербург, Россия ATP World Series $300,000 — Ковёр (зал) Турнир 1997                            | Бретт Стивен Андрей Ольховский 6-4, 6-3                | Даниэль Вацек Давид Приносил             |
| 24 марта    | Гран-при Хасана II Касабланка, Марокко ATP World Series $203,000 — Грунт Турнир 1997                                                       | Хишам Арази 3-6, 6-1, 6-2                              | Франко Скиллари                          |
| 24 марта    | Гран-при Хасана II Касабланка, Марокко ATP World Series $203,000 — Грунт Турнир 1997                                                       | Жуан Кунья э Силва Нуно Маркеш 7-6, 6-2                | Карим Алами Хишам Арази                  |
| 30 марта    | Кубок Дэвиса 1997. 1/4 финала Ньюпорт-Бич, США — Хард Аделаида, Австралия — Трава Пезаро, Италия — Ковёр (зал) Векшё, Швеция — Ковёр (зал) | Победители США 4-1 Австралия 5-0 Италия 4-1 Швеция 3-2 | Проигравшие Нидерланды Чехия Испания ЮАР |

### Апрель
| Дата начала | Турнир | Чемпионы (Счёт финала)                          | Финалисты                        |
| ----------- | --- | ----------------------------------------------- | -------------------------------- |
| 7 апреля    | Открытый чемпионат Гонконга Гонконг ATP World Series $303,000 — Хард Турнир 1997                                | Майкл Чанг 6-3, 6-3                             | Патрик Рафтер                    |
| 7 апреля    | Открытый чемпионат Гонконга Гонконг ATP World Series $303,000 — Хард Турнир 1997                                | Даниэль Вацек Мартин Дамм 6-3, 6-4              | Карстен Браш Джефф Таранго       |
| 7 апреля    | Открытый чемпионат Эшторила Оэйраш, Португалия ATP World Series $600,000 — Грунт Турнир 1997                    | Алекс Корретха 6-3, 7-5                         | Франсиско Клавет                 |
| 7 апреля    | Открытый чемпионат Эшторила Оэйраш, Португалия ATP World Series $600,000 — Грунт Турнир 1997                    | Густаво Куэртен Фернандо Мелигени 6-2, 6-2      | Андреа Гауденци Филиппо Мессори  |
| 7 апреля    | Открытый чемпионат Ченнаи Ченнаи, Индия ATP World Series $405,000 — Хард Турнир 1997                            | Микаэль Тильстрём 6-4, 4-6, 7-5                 | Алекс Радулеску                  |
| 7 апреля    | Открытый чемпионат Ченнаи Ченнаи, Индия ATP World Series $405,000 — Хард Турнир 1997                            | Махеш Бхупати Леандер Паес 7-6, 7-5             | Олег Огородов Эяль Ран           |
| 14 апреля   | Приз графа Годо Барселона, Испания ATP Championship Series $825,000 — Грунт Турнир 1997                         | Альберт Коста 7-5, 6-4, 6-4                     | Альберт Портас                   |
| 14 апреля   | Приз графа Годо Барселона, Испания ATP Championship Series $825,000 — Грунт Турнир 1997                         | Альберто Берасатеги Хорди Бурильо 6-3, 7-5      | Пабло Альбано Алекс Корретха     |
| 14 апреля   | Открытый чемпионат Японии Токио, Япония ATP Championship Series $935,000 — Хард Турнир 1997                     | Рихард Крайчек 6-2, 3-6, 6-1                    | Лионель Ру                       |
| 14 апреля   | Открытый чемпионат Японии Токио, Япония ATP Championship Series $935,000 — Хард Турнир 1997                     | Даниэль Вацек Мартин Дамм 2-6, 6-2, 7-6         | Джастин Гимелстоб Патрик Рафтер  |
| 21 апреля   | Monte Carlo Open Рокебрюн — Кап-Мартен, Франция ATP Super 9 $2,050,000 — Грунт Одиночный турнир — Парный турнир | Марсело Риос 6-4, 6-3, 6-3                      | Алекс Корретха                   |
| 21 апреля   | Monte Carlo Open Рокебрюн — Кап-Мартен, Франция ATP Super 9 $2,050,000 — Грунт Одиночный турнир — Парный турнир | Дональд Джонсон Франсиско Монтана 7-6, 2-6, 7-6 | Паул Хархёйс Якко Элтинг         |
| 21 апреля   | Грунтовый чемпионат США Орландо, США ATP World Series $264,250- Грунт Турнир 1997                               | Майкл Чанг 4-6, 6-2, 6-1                        | Грант Стаффорд                   |
| 21 апреля   | Грунтовый чемпионат США Орландо, США ATP World Series $264,250- Грунт Турнир 1997                               | Марк Мерклейн Винсент Спейди 6-4, 4-6, 6-4      | Алекс О'Брайен Джефф Салзенстейн |
| 28 апреля   | AT&T Tennis Challenge Атланта, США ATP World Series $303,000- Грунт Турнир 1997                                 | Марсело Филиппини 7-6(2), 6-4                   | Джейсон Столтенберг              |
| 28 апреля   | AT&T Tennis Challenge Атланта, США ATP World Series $303,000- Грунт Турнир 1997                                 | Йонас Бьоркман Никлас Культи 6-2, 7-6           | Келли Джонс Скотт Дэвис          |
| 28 апреля   | BMW Open Мюнхен, Германия ATP World Series $400,000 — Грунт Турнир 1997                                         | Марк Филиппуссис 7-6(3), 1-6, 6-4               | Алекс Корретха                   |
| 28 апреля   | BMW Open Мюнхен, Германия ATP World Series $400,000 — Грунт Турнир 1997                                         | Пабло Альбано Алекс Корретха 3-6, 7-5, 6-2      | Карстен Браш Йенс Книппшильд     |
| 28 апреля   | Открытый чемпионат Праги Прага, Чехия ATP World Series $340,000 — Грунт Турнир 1997                             | Седрик Пьолин 6-2, 5-7, 7-6(4)                  | Богдан Улиграх                   |
| 28 апреля   | Открытый чемпионат Праги Прага, Чехия ATP World Series $340,000 — Грунт Турнир 1997                             | Махеш Бхупати Леандер Паес 6-1, 6-1             | Петр Лукса Давид Шкох            |

### Май
| Дата начала | Турнир | Чемпионы (Счёт финала)                          | Финалисты                    |
| ----------- | --- | ----------------------------------------------- | ---------------------------- |
| 5 мая       | Открытый чемпионат Германии Гамбург, Германия ATP Super 9 $2,050,000 — Грунт Одиночный турнир — Парный турнир                            | Андрей Медведев 6-0, 6-4, 6-2                   | Феликс Мантилья              |
| 5 мая       | Открытый чемпионат Германии Гамбург, Германия ATP Super 9 $2,050,000 — Грунт Одиночный турнир — Парный турнир                            | Луис Лобо Хавьер Санчес 6-3, 7-6                | Нил Броуд Пит Норвал         |
| 5 мая       | Международный теннисный чемпионат в Корал-Спрингс Корал-Спрингс, США ATP World Series $245,000 — Грунт Турнир 1997                       | Джейсон Столтенберг 6-0, 2-6, 7-5               | Йонас Бьоркман               |
| 5 мая       | Международный теннисный чемпионат в Корал-Спрингс Корал-Спрингс, США ATP World Series $245,000 — Грунт Турнир 1997                       | Грег Ван Эмбург Дейв Рэндолл 6-7, 6-2, 7-6      | Люк Дженсен Мерфи Дженсен    |
| 12 мая      | Открытый чемпионат Италии Рим, Италия ATP Super 9 $2,050,000 — Грунт Одиночный турнир — Парный турнир                                    | Алекс Корретха 7-5, 7-5, 6-3                    | Марсело Риос                 |
| 12 мая      | Открытый чемпионат Италии Рим, Италия ATP Super 9 $2,050,000 — Грунт Одиночный турнир — Парный турнир                                    | Даниэль Нестор Марк Ноулз 6-3, 4-6, 7-5         | Байрон Блэк Алекс О'Брайен   |
| 19 мая      | Командный кубок мира Дюссельдорф, Германия Командный турнир Грунт — 8 команд (Группа) Турнир 1997                                        | Испания · 3-0                                   | Австралия                    |
| 19 мая      | International Raiffeisen Grand Prix Санкт-Пёльтен, Австрия ATP World Series $400,000 — Грунт Турнир 1997                                 | Марсело Филиппини 7-6(2), 6-2                   | Патрик Рафтер                |
| 19 мая      | International Raiffeisen Grand Prix Санкт-Пёльтен, Австрия ATP World Series $400,000 — Грунт Турнир 1997                                 | Келли Джонс Скотт Мелвилл 6-2, 7-6              | Люк Дженсен Мерфи Дженсен    |
| 26 мая      | Открытый чемпионат Франции Париж, Франция Турнир Большого шлема $5,544,184 — Грунт Одиночный турнир — Парный турнир Турнир смешанных пар | Густаво Куэртен 6-3, 6-4, 6-2                   | Серхи Бругера                |
| 26 мая      | Открытый чемпионат Франции Париж, Франция Турнир Большого шлема $5,544,184 — Грунт Одиночный турнир — Парный турнир Турнир смешанных пар | Даниэль Вацек Евгений Кафельников 7-6, 4-6, 6-3 | Тодд Вудбридж Марк Вудфорд   |
| 26 мая      | Открытый чемпионат Франции Париж, Франция Турнир Большого шлема $5,544,184 — Грунт Одиночный турнир — Парный турнир Турнир смешанных пар | Махеш Бхупати Рика Хираки 6-4, 6-1              | Патрик Гэлбрайт Лиза Реймонд |

### Июнь
| Дата начала | Турнир | Чемпионы (Счёт финала)                              | Финалисты                                 |
| ----------- | --- | --------------------------------------------------- | ----------------------------------------- |
| 9 июня      | Теннисный турнир в Болонье Болонья, Италия ATP World Series $303,000 — Грунт Турнир 1997                                                  | Феликс Мантилья 4-6, 6-2, 6-1                       | Густаво Куэртен                           |
| 9 июня      | Теннисный турнир в Болонье Болонья, Италия ATP World Series $303,000 — Грунт Турнир 1997                                                  | Густаво Куэртен Фернандо Мелигени 6-2, 7-5          | Дейв Рэндолл Джек Уэйт                    |
| 9 июня      | Stella Artois Championships Лондон, Великобритания ATP World Series $675,000 — Трава Турнир 1997                                          | Марк Филиппуссис 7-5, 6-3                           | Горан Иванишевич                          |
| 9 июня      | Stella Artois Championships Лондон, Великобритания ATP World Series $675,000 — Трава Турнир 1997                                          | Патрик Рафтер Марк Филиппуссис 6-2, 4-6, 7-5        | Сэндон Столл Цирил Сук                    |
| 9 июня      | Gerry Weber Open Халле, Германия ATP World Series $875,000 — Трава Турнир 1997                                                            | Евгений Кафельников 7-6(2), 6-7(5), 7-6(7)          | Петр Корда                                |
| 9 июня      | Gerry Weber Open Халле, Германия ATP World Series $875,000 — Трава Турнир 1997                                                            | Карстен Браш Михаэль Штих 7-6, 6-3                  | Дэвид Адамс Мариус Барнард                |
| 16 июня     | Открытый чемпионат Ноттингема Ноттингем, Великобритания ATP World Series $303,000 — Трава Турнир 1997                                     | Грег Руседски 6-4, 7-5                              | Кароль Кучера                             |
| 16 июня     | Открытый чемпионат Ноттингема Ноттингем, Великобритания ATP World Series $303,000 — Трава Турнир 1997                                     | Патрик Гэлбрайт Эллис Феррейра 4-6, 7-6, 7-6        | Дэнни Сапсфорд Крис Уилкинсон             |
| 16 июня     | Чемпионат Росмалена Хертогенбос, Нидерланды ATP World Series $475,000 — Трава Турнир 1997                                                 | Рихард Крайчек 6-4, 7-6(7)                          | Гийом Рау                                 |
| 16 июня     | Чемпионат Росмалена Хертогенбос, Нидерланды ATP World Series $475,000 — Трава Турнир 1997                                                 | Паул Хархёйс Якко Элтинг 6-4, 7-5                   | Тревор Кронеман Дэвид Макферсон           |
| 23 июня     | Уимблдонский турнир Лондон, Великобритания Турнир Большого шлема $5,445,815 — Трава Одиночный турнир — Парный турнир Турнир смешанных пар | Пит Сампрас 6-4, 6-2, 6-4                           | Седрик Пьолин                             |
| 23 июня     | Уимблдонский турнир Лондон, Великобритания Турнир Большого шлема $5,445,815 — Трава Одиночный турнир — Парный турнир Турнир смешанных пар | Тодд Вудбридж Марк Вудфорд 7-6(4), 7-6(7), 5-7, 6-3 | Паул Хархёйс Якко Элтинг                  |
| 23 июня     | Уимблдонский турнир Лондон, Великобритания Турнир Большого шлема $5,445,815 — Трава Одиночный турнир — Парный турнир Турнир смешанных пар | Цирил Сук Хелена Сукова 4-6, 6-3, 6-4               | Андрей Ольховский Лариса Савченко-Нейланд |

### Июль
| Дата начала | Турнир                                                                                             | Чемпионы (Счёт финала)                          | Финалисты                         |
| ----------- | -------------------------------------------------------------------------------------------------- | ----------------------------------------------- | --------------------------------- |
| 7 июля      | Открытый чемпионат Швеции Бостад, Швеция ATP World Series $303,000 — Грунт Турнир 1997             | Магнус Норман 7-5, 6-2                          | Хуан Антонио Марин                |
| 7 июля      | Открытый чемпионат Швеции Бостад, Швеция ATP World Series $303,000 — Грунт Турнир 1997             | Никлас Культи Микаэль Тильстрём 6-0, 6-3        | Магнус Густафссон Магнус Ларссон  |
| 7 июля      | Suisse Open Gstaad Гштад, Швейцария ATP World Series $525,000 — Грунт Турнир 1997                  | Феликс Мантилья 6-1, 6-4, 6-4                   | Хуан Альберт Вилока               |
| 7 июля      | Suisse Open Gstaad Гштад, Швейцария ATP World Series $525,000 — Грунт Турнир 1997                  | Даниэль Вацек Евгений Кафельников 4-6, 7-6, 6-3 | Тревор Кронеман Дэвид Макферсон   |
| 7 июля      | Hall of Fame Tennis Championships Ньюпорт, США ATP World Series $255,000 — Трава Турнир 1997       | Саргис Саргсян 7-6(0), 4-6, 7-5                 | Бретт Стивен                      |
| 7 июля      | Hall of Fame Tennis Championships Ньюпорт, США ATP World Series $255,000 — Трава Турнир 1997       | Джастин Гимелстоб Бретт Стивен 6-3, 6-4         | Кент Киннэр Александр Китинов     |
| 14 июля     | Legg Mason Tennis Classic Вашингтон, США ATP Championship Series $550,000 — Хард Турнир 1997       | Майкл Чанг 5-7, 6-2, 6-1                        | Петр Корда                        |
| 14 июля     | Legg Mason Tennis Classic Вашингтон, США ATP Championship Series $550,000 — Хард Турнир 1997       | Люк Дженсен Мерфи Дженсен 6-4, 6-4              | Фернон Вибьер Невилл Годвин       |
| 14 июля     | Mercedes Cup Штутгарт, Германия ATP Championship Series $915,000 — Грунт Турнир 1997               | Алекс Корретха 6-2, 7-5                         | Кароль Кучера                     |
| 14 июля     | Mercedes Cup Штутгарт, Германия ATP Championship Series $915,000 — Грунт Турнир 1997               | Густаво Куэртен Фернандо Мелигени 6-4, 6-4      | Дональд Джонсон Франсиско Монтана |
| 21 июля     | Открытый чемпионат Австрии Кицбюэль, Австрия ATP World Series $500,000 — Грунт Турнир 1997         | Филип Девулф 7-6(2), 6-4, 6-1                   | Хулиан Алонсо                     |
| 21 июля     | Открытый чемпионат Австрии Кицбюэль, Австрия ATP World Series $500,000 — Грунт Турнир 1997         | Уэйн Артурс Ричард Фромберг 6-4, 6-3            | Томас Бухмайер Томас Штренгбергер |
| 21 июля     | Infiniti Open Лос-Анджелес, США ATP World Series $303,000 — Хард Турнир 1997                       | Джим Курье 6-4, 6-4                             | Томас Энквист                     |
| 21 июля     | Infiniti Open Лос-Анджелес, США ATP World Series $303,000 — Хард Турнир 1997                       | Себастьян Ларо Алекс О'Брайен 7-6, 6-4          | Махеш Бхупати Рик Лич             |
| 21 июля     | Открытый чемпионат Хорватии Умаг, Хорватия ATP World Series $375,000 — Грунт Турнир 1997           | Феликс Мантилья 6-3, 7-5                        | Серхи Бругера                     |
| 21 июля     | Открытый чемпионат Хорватии Умаг, Хорватия ATP World Series $375,000 — Грунт Турнир 1997           | Дину Пескариу Давиде Сангвинетти 7-6, 6-4       | Кароль Кучера Доминик Хрбаты      |
| 28 июля     | Открытый чемпионат Нидерландов Амстердам, Нидерланды ATP World Series $475,000 — Грунт Турнир 1997 | Слава Доседел 7-6(4), 7-6(5), 6-7(4), 6-2       | Карлос Мойя                       |
| 28 июля     | Открытый чемпионат Нидерландов Амстердам, Нидерланды ATP World Series $475,000 — Грунт Турнир 1997 | Пол Килдерри Николас Лапентти 3-6, 7-5, 7-6     | Эндрю Кратцман Либор Пимек        |
| 28 июля     | Du Maurier Open Монреаль, Канада ATP Super 9 $2,050,000 — Хард Одиночный турнир — Парный турнир    | Крис Вудрафф 7-5, 4-6, 6-3                      | Густаво Куэртен                   |
| 28 июля     | Du Maurier Open Монреаль, Канада ATP Super 9 $2,050,000 — Хард Одиночный турнир — Парный турнир    | Махеш Бхупати Леандер Паес 7-6, 6-3             | Себастьян Ларо Алекс О'Брайен     |

### Август
| Дата начала | Турнир | Чемпионы (Счёт финала)                     | Финалисты                      |
| ----------- | --- | ------------------------------------------ | ------------------------------ |
| 4 августа   | Great American Insurance ATP Championships Цинциннати, США ATP Super 9 $2,050,000 — Хард Одиночный турнир — Парный турнир          | Пит Сампрас 6-3, 6-4                       | Томас Мустер                   |
| 4 августа   | Great American Insurance ATP Championships Цинциннати, США ATP Super 9 $2,050,000 — Хард Одиночный турнир — Парный турнир          | Тодд Вудбридж Марк Вудфорд 7-6, 4-6, 6-4   | Патрик Рафтер Марк Филиппуссис |
| 4 августа   | Открытый чемпионат Сан-Марино Сан-Марино, Сан-Марино ATP World Series $275,000 — Грунт Турнир 1997                                 | Феликс Мантилья 6-4, 6-1                   | Магнус Густафссон              |
| 4 августа   | Открытый чемпионат Сан-Марино Сан-Марино, Сан-Марино ATP World Series $275,000 — Грунт Турнир 1997                                 | Кристиан Бранди Филиппо Мессори 7-5, 6-4   | Брэндон Куп Давид Родити       |
| 11 августа  | RCA Championships Индианаполис, США ATP Championship Series $915,000 — Хард Турнир 1997                                            | Йонас Бьоркман 6-3, 7-6(3)                 | Карлос Мойя                    |
| 11 августа  | RCA Championships Индианаполис, США ATP Championship Series $915,000 — Хард Турнир 1997                                            | Майкл Теббатт Микаэль Тильстрём 6-3, 6-2   | Йонас Бьоркман Никлас Культи   |
| 11 августа  | Pilot Pen International Нью-Хейвен, США ATP Championship Series $915,000 — Хард Турнир 1997                                        | Евгений Кафельников 7-6(4), 6-4            | Патрик Рафтер                  |
| 11 августа  | Pilot Pen International Нью-Хейвен, США ATP Championship Series $915,000 — Хард Турнир 1997                                        | Махеш Бхупати Леандер Паес 6-4, 6-7, 6-2   | Себастьян Ларо Алекс О'Брайен  |
| 18 августа  | MFS Pro Tennis Championships Бостон, США ATP World Series $303,000 — Хард Турнир 1997                                              | Шенг Схалкен 7-5, 6-3                      | Марсело Риос                   |
| 18 августа  | MFS Pro Tennis Championships Бостон, США ATP World Series $303,000 — Хард Турнир 1997                                              | Паул Хархёйс Якко Элтинг 6-4, 6-2          | Дейв Рэндолл Джек Уэйт         |
| 18 августа  | Hamlet Cup Лонг-Айленд, США ATP World Series $303,000 — Хард Турнир 1997                                                           | Карлос Мойя 6-4, 7-6(1)                    | Патрик Рафтер                  |
| 18 августа  | Hamlet Cup Лонг-Айленд, США ATP World Series $303,000 — Хард Турнир 1997                                                           | Маркос Ондруска Давид Приносил 6-4, 6-4    | Марк Кил Ти Джей Мидлтон       |
| 25 августа  | Открытый чемпионат США Нью-Йорк, США Турнир Большого шлема $5,152,000 — Хард Одиночный турнир — Парный турнир Турнир смешанных пар | Патрик Рафтер 6-3, 6-2, 4-6, 7-5           | Грег Руседски                  |
| 25 августа  | Открытый чемпионат США Нью-Йорк, США Турнир Большого шлема $5,152,000 — Хард Одиночный турнир — Парный турнир Турнир смешанных пар | Даниэль Вацек Евгений Кафельников 7-6, 6-3 | Йонас Бьоркман Никлас Культи   |
| 25 августа  | Открытый чемпионат США Нью-Йорк, США Турнир Большого шлема $5,152,000 — Хард Одиночный турнир — Парный турнир Турнир смешанных пар | Рик Лич Манон Боллеграф 3-6, 7-5, 7-6(3)   | Пабло Альбано Мерседес Пас     |

### Сентябрь
| Дата начала | Турнир | Чемпионы (Счёт финала)                           | Финалисты                         |
| ----------- | --- | ------------------------------------------------ | --------------------------------- |
| 8 сентября  | Международный теннисный турнир в Борнмуте Борнмут, Великобритания ATP World Series $375,000 — Грунт Турнир 1997 | Феликс Мантилья 6-2, 6-2                         | Карлос Мойя                       |
| 8 сентября  | Международный теннисный турнир в Борнмуте Борнмут, Великобритания ATP World Series $375,000 — Грунт Турнир 1997 | Кент Киннэр Александр Китинов 7-6, 6-2           | Альберто Мартин Крис Уилкинсон    |
| 8 сентября  | Открытый чемпионат Марбельи Марбелья, Испания ATP World Series $303,000 — Грунт Турнир 1997                     | Альберт Коста 6-3, 6-2                           | Альберто Берасатеги               |
| 8 сентября  | Открытый чемпионат Марбельи Марбелья, Испания ATP World Series $303,000 — Грунт Турнир 1997                     | Карим Алами Хулиан Алонсо 4-6, 6-3, 6-0          | Альберто Берасатеги Хорди Бурильо |
| 8 сентября  | Открытый чемпионат Ташкента Ташкент, Узбекистан ATP World Series $328,000 — Хард Турнир 1997                    | Тим Хенмен 7-6(2), 6-4                           | Марк Россе                        |
| 8 сентября  | Открытый чемпионат Ташкента Ташкент, Узбекистан ATP World Series $328,000 — Хард Турнир 1997                    | Винченцо Сантопадре Винсент Спейди 6-4, 6-7, 6-0 | Хишам Арази Эял Ран               |
| 15 сентября | Кубок Дэвиса 1997. 1/2 финала Вашингтон, США — Хард Норрчёпинг, Швеция — Ковёр (зал)                            | Победители США 4-1 Швеция 4-1                    | Проигравшие Австралия Италия      |
| 22 сентября | Открытый чемпионат Румынии Бухарест, Румыния ATP World Series $475,000 — Грунт Турнир 1997                      | Ричард Фромберг 6-1, 7-6(2)                      | Андреа Гауденци                   |
| 22 сентября | Открытый чемпионат Румынии Бухарест, Румыния ATP World Series $475,000 — Грунт Турнир 1997                      | Луис Лобо Хавьер Санчес 7-5, 7-5                 | Хендрик Ян Давидс Даниэль Орсанич |
| 22 сентября | Кубок Большого шлема Мюнхен, Германия Выставочный $6,000,000 — Ковёр (зал) Турнир 1997                          | Пит Сампрас 6-2, 6-4, 7-5                        | Патрик Рафтер                     |
| 22 сентября | Гран-при Тулузы Тулуза, Франция ATP World Series $375,000 — Хард (зал) Турнир 1997                              | Николас Кифер 7-5, 5-7, 6-4                      | Марк Филиппуссис                  |
| 22 сентября | Гран-при Тулузы Тулуза, Франция ATP World Series $375,000 — Хард (зал) Турнир 1997                              | Паул Хархёйс Якко Элтинг 6-3, 7-6                | Максим Мирный Жан-Филипп Флёриан  |
| 29 сентября | Davidoff Swiss Indoors Базель, Швейцария ATP World Series $975,000 — Ковёр (зал) Турнир 1997                    | Грег Руседски 6-3, 7-6(6), 7-6(3)                | Марк Филиппуссис                  |
| 29 сентября | Davidoff Swiss Indoors Базель, Швейцария ATP World Series $975,000 — Ковёр (зал) Турнир 1997                    | Марк Россе Тим Хенмен 7-6, 6-7, 7-6              | Карстен Браш Джим Грэбб           |
| 29 сентября | Международный теннисный чемпионат на Сицилии Палермо, Италия ATP World Series $303,000 — Грунт Турнир 1997      | Альберто Берасатеги 6-4, 6-2                     | Доминик Хрбаты                    |
| 29 сентября | Международный теннисный чемпионат на Сицилии Палермо, Италия ATP World Series $303,000 — Грунт Турнир 1997      | Эндрю Кратцман Либор Пимек 3-6, 6-3, 7-6         | Хендрик Ян Давидс Даниэль Орсанич |
| 29 сентября | Nokia Open Пекин ATP World Series $303,000 — Хард (зал) Турнир 1997                                             | Джим Курье 7-6(10), 3-6, 6-3                     | Магнус Густафссон                 |
| 29 сентября | Nokia Open Пекин ATP World Series $303,000 — Хард (зал) Турнир 1997                                             | Махеш Бхупати Леандер Паес 7-5, 7-6              | Джим Курье Алекс О`Брайен         |

### Октябрь
| Дата начала | Турнир | Чемпионы (Счёт финала)                         | Финалисты                          |
| ----------- | --- | ---------------------------------------------- | ---------------------------------- |
| 6 октября   | Открытый чемпионат Вены Вена, Австрия ATP Championship Series $675,000 — Ковёр (зал) Турнир 1997               | Горан Иванишевич 3-6, 6-7(4), 7-6(4), 6-2, 6-3 | Грег Руседски                      |
| 6 октября   | Открытый чемпионат Вены Вена, Австрия ATP Championship Series $675,000 — Ковёр (зал) Турнир 1997               | Патрик Гэлбрайт Эллис Феррейра 6-3, 6-4        | Марк-Кевин Гёлльнер Давид Приносил |
| 6 октября   | Открытый чемпионат Сингапура Сингапур ATP Championship Series $550,000 — Ковёр (зал) Турнир 1997               | Магнус Густафссон 4-6, 6-3, 6-3                | Николас Кифер                      |
| 6 октября   | Открытый чемпионат Сингапура Сингапур ATP Championship Series $550,000 — Ковёр (зал) Турнир 1997               | Махеш Бхупати Леандер Паес 6-4, 6-4            | Рик Лич Джонатан Старк             |
| 13 октября  | Гран-при Лиона Лион, Франция ATP World Series $725,000 — Ковёр (зал) Турнир 1997                               | Фабрис Санторо 6-4, 6-4                        | Томми Хаас                         |
| 13 октября  | Гран-при Лиона Лион, Франция ATP World Series $725,000 — Ковёр (зал) Турнир 1997                               | Патрик Гэлбрайт Эллис Феррейра 3-6, 6-2, 6-4   | Оливье Делетр Фабрис Санторо       |
| 13 октября  | Открытый чемпионат Остравы Острава, Чехия ATP World Series $975,000 — Ковёр (зал) Турнир 1997                  | Кароль Кучера 6-2 — отказ                      | Магнус Норман                      |
| 13 октября  | Открытый чемпионат Остравы Острава, Чехия ATP World Series $975,000 — Ковёр (зал) Турнир 1997                  | Иржи Новак Давид Рикл 6-2, 6-4                 | Дональд Джонсон Франсиско Монтана  |
| 20 октября  | Открытый чемпионат Мексики Мехико, Мексика ATP World Series $305,000 — Грунт Турнир 1997                       | Франсиско Клавет 6-4, 7-6(7)                   | Хуан Альберт Вилока                |
| 20 октября  | Открытый чемпионат Мексики Мехико, Мексика ATP World Series $305,000 — Грунт Турнир 1997                       | Николас Лапентти Даниэль Орсанич 4-6, 6-3, 7-6 | Мариано Санчес Луис Эррера         |
| 20 октября  | Eurocard Open Штутгарт, Германия ATP Super 9 $2,050,000 — Ковёр (зал) Одиночный турнир — Парный турнир         | Петр Корда 7-6(6), 6-2, 6-4                    | Рихард Крайчек                     |
| 20 октября  | Eurocard Open Штутгарт, Германия ATP Super 9 $2,050,000 — Ковёр (зал) Одиночный турнир — Парный турнир         | Тодд Вудбридж Марк Вудфорд 6-3, 3-6, 7-5       | Рик Лич Джонатан Старк             |
| 27 октября  | Cerveza Club Colombia Open Богота, Колумбия ATP World Series $315,000 — Грунт Турнир 1997                      | Франсиско Клавет 6-3, 6-3                      | Николас Лапентти                   |
| 27 октября  | Cerveza Club Colombia Open Богота, Колумбия ATP World Series $315,000 — Грунт Турнир 1997                      | Луис Лобо Фернандо Мелигени 6-1, 6-3           | Карим Алами Морис Руа              |
| 27 октября  | Открытый чемпионат Парижа Париж, Франция ATP Super 9 $2,300,000 — Ковёр (зал) Одиночный турнир — Парный турнир | Пит Сампрас 6-3, 4-6, 6-3, 6-1                 | Йонас Бьоркман                     |
| 27 октября  | Открытый чемпионат Парижа Париж, Франция ATP Super 9 $2,300,000 — Ковёр (зал) Одиночный турнир — Парный турнир | Паул Хархёйс Якко Элтинг 6-2, 7-6              | Рик Лич Джонатан Старк             |

### Ноябрь
| Дата начала | Турнир | Чемпионы (Счёт финала)                          | Финалисты                      |
| ----------- | --- | ----------------------------------------------- | ------------------------------ |
| 3 ноября    | Кубок Кремля Москва, Россия ATP World Series $1,125,000 — Ковёр (зал) Турнир 1997                                           | Евгений Кафельников 7-6(2), 6-4                 | Петр Корда                     |
| 3 ноября    | Кубок Кремля Москва, Россия ATP World Series $1,125,000 — Ковёр (зал) Турнир 1997                                           | Мартин Дамм Цирил Сук 6-4, 6-3                  | Дэвид Адамс Фабрис Санторо     |
| 3 ноября    | Chevrolet Cup Сантьяго, Чили ATP World Series $303,000 — Грунт Турнир 1997                                                  | Хулиан Алонсо 6-2, 6-1                          | Марсело Риос                   |
| 3 ноября    | Chevrolet Cup Сантьяго, Чили ATP World Series $303,000 — Грунт Турнир 1997                                                  | Хендрик Ян Давидс Эндрю Кратцман 7-6, 5-7, 6-4  | Хулиан Алонсо Николас Лапентти |
| 3 ноября    | Открытый чемпионат Стокгольма Стокгольм, Швеция ATP World Series $800,000 — Ковёр (зал) Турнир 1997                         | Йонас Бьоркман 3-6, 7-6(2), 6-2, 6-4            | Ян Симеринк                    |
| 3 ноября    | Открытый чемпионат Стокгольма Стокгольм, Швеция ATP World Series $800,000 — Ковёр (зал) Турнир 1997                         | Марк-Кевин Гёлльнер Ричи Ренеберг 6-3, 3-6, 7-6 | Патрик Гэлбрайт Эллис Феррейра |
| 10 ноября   | Чемпионат мира ATP в одиночном разряде Ганновер, Германия Итоговый турнир $3,300,000 — Хард (зал) — 8S (Группа) Турнир 1997 | Пит Сампрас 6-3, 6-2, 6-2                       | Евгений Кафельников            |
| 17 ноября   | Чемпионат мира ATP в парном разряде Хартфорд, США Итоговый турнир $500,000 — Ковёр (зал) — 8D (Группа) Турнир 1997          | Рик Лич Джонатан Старк 6-3, 6-4, 7-6(3)         | Махеш Бхупати Леандер Паес     |
| 24 ноября   | Кубок Дэвиса 1997. Финал Гётеборг, Швеция — Ковёр (зал)                                                                     | Швеция 5-0                                      | США                            |

## Рейтинг ATP

### Одиночный рейтинг
| по данным на 1 декабря 1997 | по данным на 1 декабря 1997 | по данным на 1 декабря 1997 | по данным на 1 декабря 1997 | по данным на 1 декабря 1997 |
| Поз.                        | Теннисист                   | Очки                        | 1996                        | +/-                         |
| --------------------------- | --------------------------- | --------------------------- | --------------------------- | --------------------------- |
| 1                           | Пит Сампрас                 | 4 547                       | 1                           | ▬                           |
| 2                           | Патрик Рафтер               | 3 210                       | 62                          | ▲ 60                        |
| 3                           | Майкл Чанг                  | 3 189                       | 2                           | ▼ 1                         |
| 4                           | Йонас Бьоркман              | 2 949                       | 69                          | ▲ 65                        |
| 5                           | Евгений Кафельников         | 2 690                       | 3                           | ▼ 2                         |
| 6                           | Грег Руседски               | 2 617                       | 48                          | ▲ 42                        |
| 7                           | Карлос Мойя                 | 2 508                       | 28                          | ▲ 21                        |
| 8                           | Серхи Бругера               | 2 367                       | 81                          | ▲ 73                        |
| 9                           | Томас Мустер                | 2 353                       | 5                           | ▼ 4                         |
| 10                          | Марсело Риос                | 2 317                       | 11                          | ▲ 1                         |
| 11                          | Рихард Крайчек              | 2 299                       | 7                           | ▼ 4                         |
| 12                          | Алекс Корретха              | 2 275                       | 23                          | ▲ 11                        |
| 13                          | Петр Корда                  | 2 261                       | 24                          | ▲ 11                        |
| 14                          | Густаво Куэртен             | 2 215                       | 88                          | ▲ 74                        |
| 15                          | Горан Иванишевич            | 2 176                       | 4                           | ▼ 11                        |
| 16                          | Феликс Мантилья             | 2 110                       | 18                          | ▲ 2                         |
| 17                          | Тим Хенмен                  | 1 929                       | 29                          | ▲ 12                        |
| 18                          | Марк Филиппуссис            | 1 809                       | 30                          | ▲ 12                        |
| 19                          | Альберт Коста               | 1 778                       | 13                          | ▼ 6                         |
| 20                          | Седрик Пьолин               | 1 534                       | 21                          | ▲ 1                         |

### Парный рейтинг (Игроки)
| по данным на 1 декабря 1997 | по данным на 1 декабря 1997 | по данным на 1 декабря 1997 | по данным на 1 декабря 1997 | по данным на 1 декабря 1997 |
| Поз.                        | Теннисист                   | Очки                        | 1996                        | +/-                         |
| --------------------------- | --------------------------- | --------------------------- | --------------------------- | --------------------------- |
| 1                           | Тодд Вудбридж               | 4 624                       | 1                           | ▬                           |
| 2                           | Марк Вудфорд                | 4 624                       | 1                           | ▼ 1                         |
| 3                           | Паул Хархёйс                | 3 687                       | 6                           | ▲ 3                         |
| 4                           | Якко Элтинг                 | 3 635                       | 18                          | ▲ 14                        |
| 5                           | Даниэль Вацек               | 3 314                       | 8                           | ▲ 3                         |
| 6                           | Евгений Кафельников         | 2 909                       | 5                           | ▼ 1                         |
| 7                           | Алекс О'Брайен              | 2 909                       | 15                          | ▲ 8                         |
| 8                           | Рик Лич                     | 2 658                       | 20                          | ▲ 12                        |
| 9                           | Патрик Гэлбрайт             | 2 573                       | 10                          | ▲ 1                         |
| 10                          | Эллис Феррейра              | 2 527                       | 13                          | ▲ 3                         |
| 11                          | Махеш Бхупати               | 2 519                       | 105                         | ▲ 94                        |
| 12                          | Патрик Рафтер               | 2 498                       | 30                          | ▲ 18                        |
| 13                          | Джонатан Старк              | 2 481                       | 41                          | ▲ 28                        |
| 14                          | Леандер Паес                | 2 412                       | 89                          | ▲ 75                        |
| 15                          | Себастьен Ларо              | 2 395                       | 17                          | ▲ 2                         |
| 16                          | Никлас Культи               | 2 300                       | 16                          | ▬                           |
| 17                          | Йонас Бьоркман              | 2 240                       | 12                          | ▼ 5                         |
| 18                          | Даниэль Нестор              | 2 221                       | 11                          | ▼ 7                         |
| 19                          | Марк Ноулз                  | 2 166                       | 7                           | ▼ 12                        |
| 20                          | Мартин Дамм                 | 2 145                       | 38                          | ▲ 18                        |